# ノヴゴロド (小惑星)
ノヴゴロド (3799 Novgorod) は、小惑星帯の小惑星の一つ。ニコライ・チェルヌイフがクリミア天体物理天文台で発見した。
ロシアのノヴゴロド州の州都、ノヴゴロドに因んで名付けられた。